# 참고서

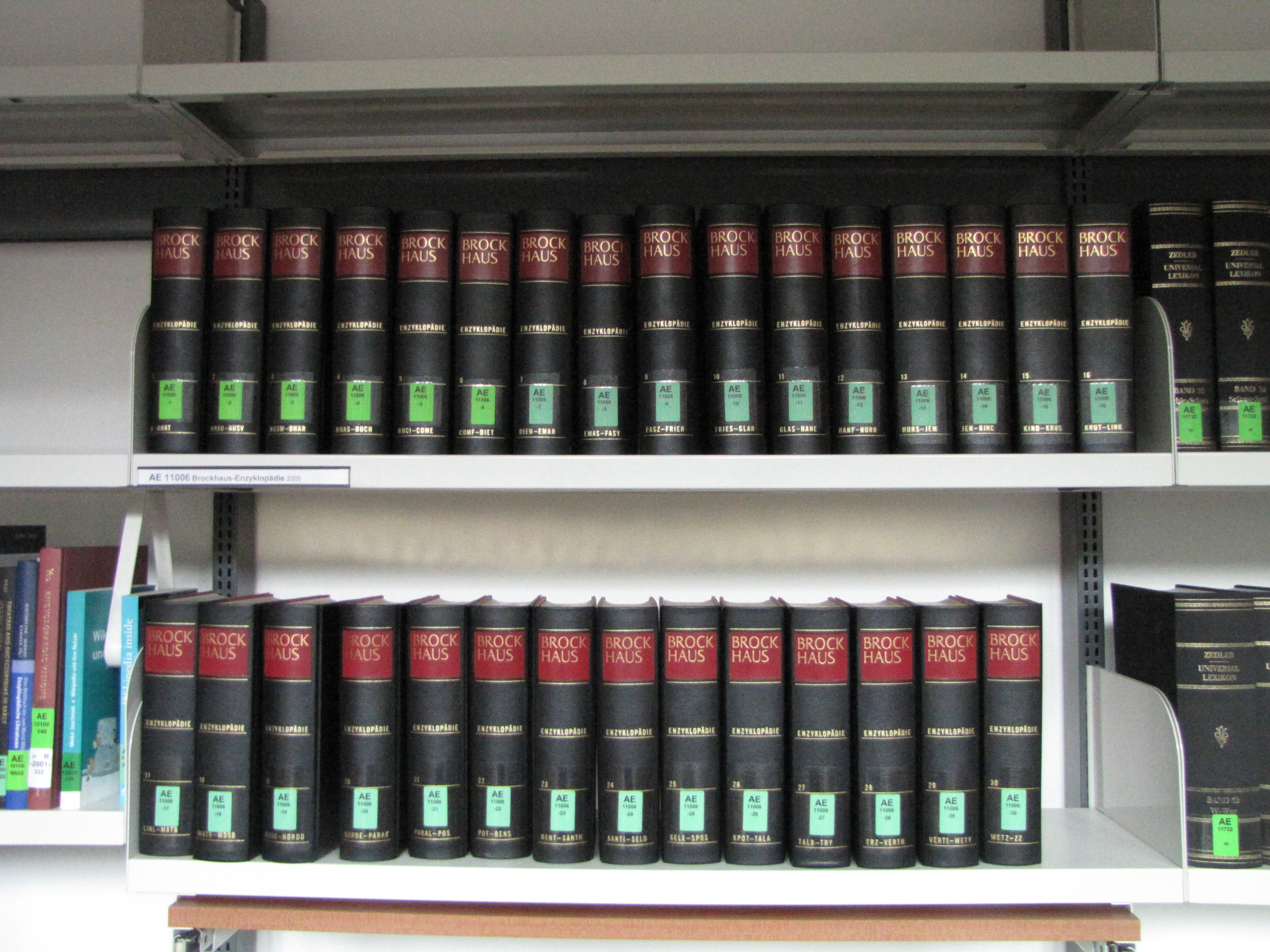
브로크하우스 백과사전

참고서(參考書, reference work)는 사실 확인을 위해 참조할 수 있는 도서 또는 연속 간행물이다. 교과서의 내용을 이해하는 것을 돕기 위하여 발행한 책을 참고서라고 부르기도 한다.

## 같이 보기
- 출판 논문(treatise)
- 모노그래프(monograph)